# Битца (платформа)
Би́тца — остановочный пункт Курского направления Московской железной дороги в одноимённом посёлке Ленинского городского округа Московской области. Является остановочным пунктом линии МЦД-2 Московских центральных диаметров.
Состоит из двух боковых платформ, соединённых между собой настилом. На платформе в сторону Москвы-Курской расположен павильон с билетной кассой. Платформа входит в тарифную зону Москвы в составе участка до Бутово (единая цена от/до любой части этой тарифной зоны, в основном в границах Москвы до 2012 года).
К северу и западу от платформы проходит граница Москвы. Данный небольшой участок Курского направления в области вместе с этой платформой находится между участками, проходящими по Москве, ограничен Московской кольцевой автодорогой и Варшавским шоссе.
Выход в город на МКАД, Дорожную улицу, а также к посёлку Битца.
Платформа получила название от деревни Битца (Старые Битцы), а та в свою очередь — от реки Битца, протекающей рядом.

## Наземный общественный транспорт

### Городской
На этой станции можно пересесть на следующие маршруты городского пассажирского транспорта:
- Автобусы: 837

### Областной
- Автобусы: 1039, 1040, 1042

## Фотографии

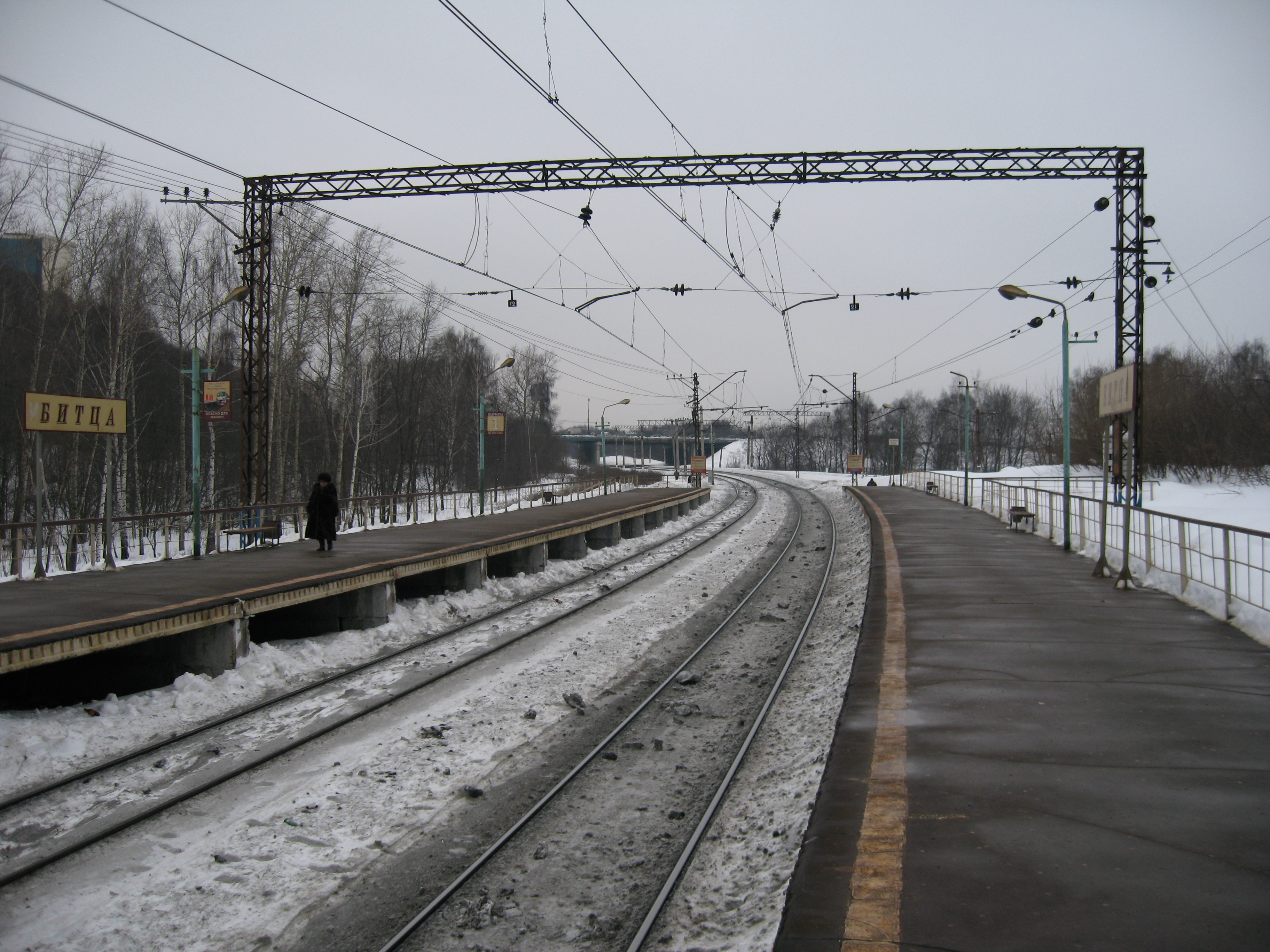
Вид в сторону станции Красный Строитель. На заднем плане МКАД.
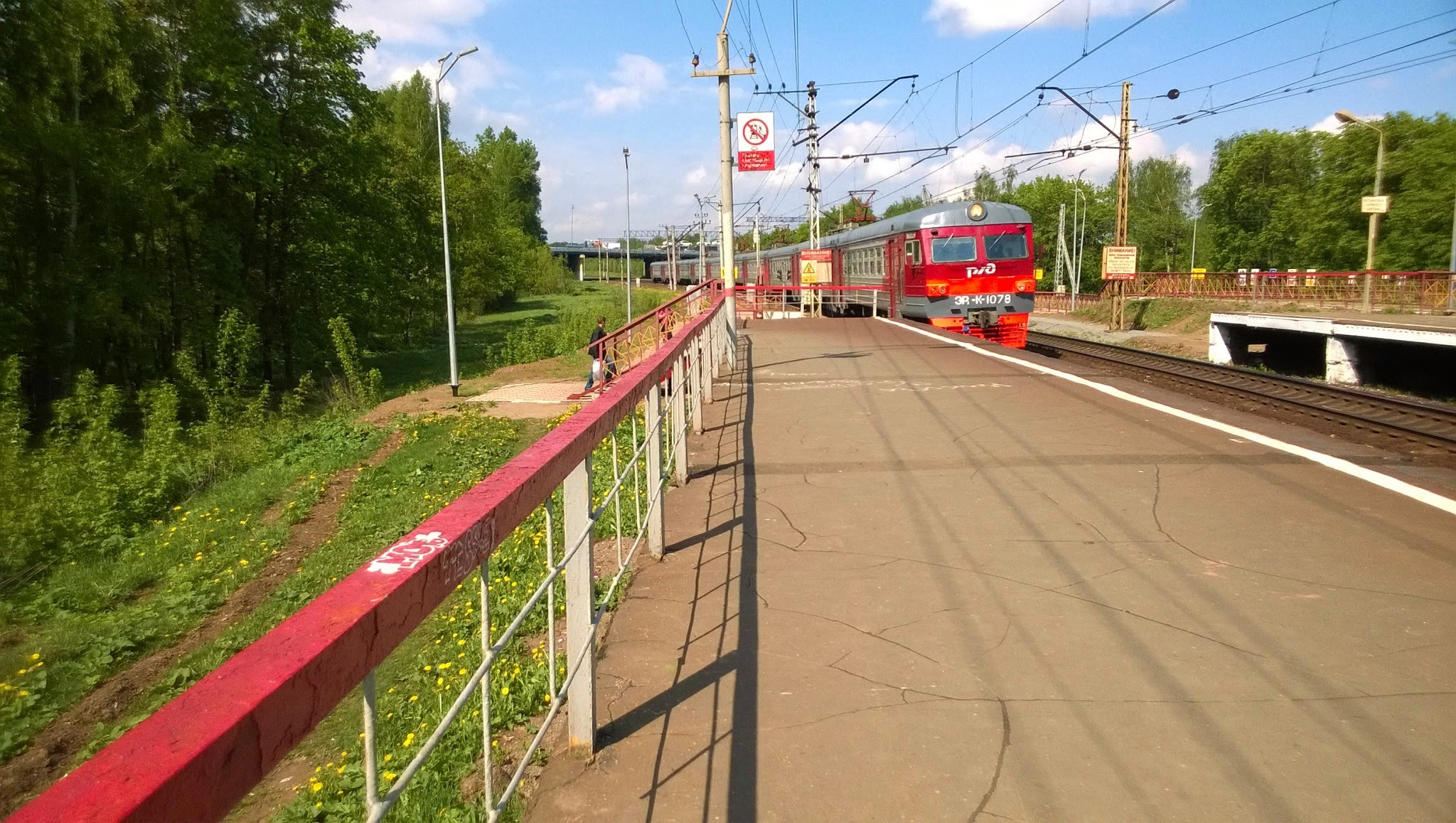